# USS Sam Houston (SSBN-609)
L'USS Sam Houston (SSBN-609) est un sous-marin nucléaire lanceur d'engins de la classe Ethan Allen de l'United States Navy, la marine militaire des États-Unis.
Il doit son nom au président de la république du Texas et sénateur des États-Unis Samuel Houston.